# Década de 120 a.C.
Séculos: (Século III a.C. - Século II a.C. - Século I a.C.)
Décadas: 170 a.C. 160 a.C. 150 a.C. 140 a.C. 130 a.C. - 120 a.C. - 110 a.C. 100 a.C. 90 a.C. 80 a.C. 70 a.C.
Anos:
```
129 a.C.
 - 
128 a.C.
 - 
127 a.C.
 - 
126 a.C.
 - 
125 a.C.
 - 
124 a.C.
 - 
123 a.C.
 - 
122 a.C.
 - 
121 a.C.
 - 
120 a.C.
```